# تیم ملی بسکتبال سودان
تیم ملی بسکتبال سودان، نماینده سودان در مسابقات بین‌المللی بسکتبال است. این تیم توسط فدراسیون بسکتبال این کشور اداره می‌شود.
این کشور تعدادی از بازیکنان NBA را در اختیار دارد که مهم‌ترین آنها مانوت بول و دنگ از تیم مینه سوتا تیمبرولوز هستند. دنگ، نمی‌تواند برای سودان بازی کند، زیرا او تابعیت انگلیسی دارد و برای انگلستان دد بازی‌های کشورهای مشترک المنافع بازی می‌کند. بیشتر بازیکنان با استعداد سودان معمولاً از جنوب آمده‌اند. (به عنوان مثال، بول و دنگ هر دو در سودان جنوبی متولد شدند) از این رو، استقلال سودان جنوبی چالش‌های جدیدی را به وجود آورد.